# Хусейн аль-Мугави
Хусейн аль-Мугави (араб. حسين المقهوي‎, 24 марта 1988, Эль-Хаса) — саудовский футболист, полузащитник сборной Саудовской Аравии и клуба «Аль-Ахли» из Джидды.

## Клубная карьера
Хусейн аль-Мугави — воспитанник клуба «Аль-Адалах» из Эль-Хасы, где он и начинал свою карьеру футболиста. В 2010 год он перешёл в «Аль-Фатех». 14 августа 2010 года аль-Мугави дебютировал в саудовской Про-лиге, выйдя на замену в середине второго тайма домашнего поединка против «Аль-Кадисии». 2 ноября того же года он забил свой первый гол в главной лиге страны, в добавленное время увеличив отрыв своей команды в домашней игре с «Наджраном». В составе «Аль-Фатеха» в 2013 году аль-Мугави стал чемпионом страны.
В июне 2014 года Хусейн аль-Мугави перешёл в «Аль-Ахли» из Джидды.

## Карьера в сборной
9 декабря 2012 года Хусейн аль-Мугави дебютировал в составе сборной Саудовской Аравии в матче Чемпионате Федерации футбола Западной Азии, проходившем в Кувейте, против команды Ирана, выйдя в основном составе. На этом турнире он провёл ещё две игры. 24 августа 2016 года в товарищеской встрече со сборной Лаоса, состоявшейся в Катаре, аль-Мугави забил свой первый гол за Саудовскую Аравию. Кроме товарищеских матчей аль-Мугави также принял участие в отборочном турнире чемпионата мира 2018 года.
В декабре 2018 года был включён в заявку на Кубок Азии 2019. 12 января во втором матче группового этапа против Ливана отличился голом на 67 минуте игры, установив окончательный счёт в матче 2:0.

## Достижения
«Аль-Фатех»
- Чемпион Саудовской Аравии (1): 2012/13
- Обладатель Суперкубка Саудовской Аравии (1): 2013

 «Аль-Ахли»
- Чемпион Саудовской Аравии (1): 2015/16
- Обладатель Кубка наследного принца Саудовской Аравии (1): 2014/15
- Обладатель Саудовского кубка чемпионов (1): 2016
- Обладатель Суперкубка Саудовской Аравии (1): 2016